# Campo di concentramento di Gornja Rijeka
Il campo di concentramento di Gornja Rijeka fu istituito nel villaggio omonimo di Gornja Rijeka, nello Stato Indipendente di Croazia, sul fronte jugoslavo durante la seconda guerra mondiale.

## Storia
Tra il novembre 1941 e la primavera del 1942 vi furono internate numerose donne, alcune delle quali con bambini; la popolazione del campo fu stimata tra le 200 e le 400 unità.
Nel febbraio 1942, il gruppo di Diana Budisavljević agì attraverso il governo e la Croce Rossa per salvare undici bambini, mentre a marzo un gruppo di centoquarantasette persone, tra donne e bambini serbi, fu trasferito dal campo di Gornja Rijeka al campo di concentramento di Lobor e poi a Zagabria e Zemun, e a loro volta nei campi in Germania e in Serbia. Ad aprile, le donne serbe rimaste furono prima trasferite a Lobor e poi liberate. Nel campo di Gornja Rijeka rimasero settantatre donne ebree e sette cattoliche: le cattoliche furono arrestate per "propaganda comunista" e trasferite nel campo di concentramento di Stara Gradiška, mentre le altre settantatre furono trasferite a Lobor nel maggio 1942, svuotando di fatto il campo di Gornja Rijeka.
Il 24 giugno 1942 vi furono trasferiti circa cento ragazzi dal campo di concentramento di Jasenovac, gestito dai membri della Gioventù Ustaše, e il 4 luglio arrivarono altre duecento persone, tra ragazzi e ragazze, dal campo di concentramento di Stara Gradiška. Dal giugno 1942 il campo ospitò circa quattrocento orfani lasciati dall'offensiva di Kozara.
Un'epidemia di febbre tifoide causò circa centoquaranta morti tra i bambini, le guardie del campo abbandonarono il sito nell'agosto 1942.  Il 14 agosto 1942 gli attivisti e i medici della Croce Rossa croata evacuarono circa duecento bambini sopravvissuti verso gli ospedali di Zagabria e il Campo di concentramento di Jastrebarsko.